# Huvudförhandling
Huvudförhandling är det sammanträde vid domstol då det ska avgöras med dom till exempel om den som är misstänkt för ett brott är skyldig. Samtidigt avgörs då vilken påföljd och eller vilket straff det ska bli eller annan rättsverkan. När man i dagligt tal talar om "rättegång" är det oftast huvudförhandlingen som åsyftas.
Till huvudförhandlingen kallas domarna, och parterna (i brottmål oftast åklagaren och den eller de som misstänks för brottet); ibland behöver inte parterna komma personligen. Den misstänkte kallas vid huvudförhandlingen för "den tilltalade". Domarna är vanligen fyra: en juristdomare (som är ordförande) och tre politiskt valda nämndemän. Ibland kan sammansättningen vara annorlunda, i brottmål till exempel med fyra eller två nämndemän eller en eller två juristdomare (dock alltid minst en juristdomare). I tvistemål är grundregeln att en eller tre juristdomare avgör målen men det finns undantag även här och i vissa tvistemål (till exempel familjemål) sitter även nämndemän i rätten.
Andra som också kan komma till rättegången är försvarsadvokat, målsägande (den som påstås vara utsatt för ett brott) och vittnen. Eftersom rättegången oftast är offentlig kan också andra personer vara närvarande. 

## Dagordning
Dagordningen består normalt av följande delar:
- Upprop: Ordförande ropar upp parterna och deras ombud, och presenterar rätten
- Formalia: Rätten tar ställning till om det finns hinder för att genomföra huvudförhandlingen
- Gärningsbeskrivning: Åklagaren beskriver gärning och särskilda yrkanden, och försvaret meddelar den tilltalades inställning; nekande eller erkännande av gärning, och medgivande eller avvisande av yrkande.
- Sakframställan: Åklagaren redogör för förundersökningen. Försvaret kommer med invändningar.
- Förhör med målsägande: Först av åklagare, sedan av målsägandebiträde, och av försvaret. Rätten kan ställa kompletterande frågor.
- Förhör med tilltalad
- Vittnesförhör
- Personalia: Rätten inhämtar information om den tilltalades personliga förhållanden, för att kunna avgöra eventuell påföljd
- Slutanföranden: Åklagare och ombud slutför talan, och lämnar yrkande om straff, skadestånd och andra påföljder
- Överläggning bakom stängda dörrar
- Avkunnande av dom och/eller häktningsbeslut. Häktningsbeslut avkunnas skyndsamt. Domen kan avkunnas direkt efter överläggning, eller vid senare tillfälle.